# Vết vỡ (khoáng vật học)
Trong khoáng vật học, vết vỡ là hình dạng và cách sắp xếp của một bề mặt được hình thành khi một khoáng vật bị đập vỡ.  Các khoáng vật thường có một vết vỡ rất đặc trưng, vì thế các vết vỡ này được dùng để xác định khoáng vật.
Vết vỡ khác với cát khai vì cát khai liên quan đến sự vỡ ra dọc theo các mặt cấu trúc của tinh thể còn vết vỡ là sự vỡ thì có nghĩa tổng quát hơn.  Tất cả khoáng vật đều có vết vỡ, nhưng khi tính cát 
khai quá thể hiện quá rõ thì rất khó để xác định được vết vỡ.

## Thuật ngữ

### Vết vỡ vỏ sò

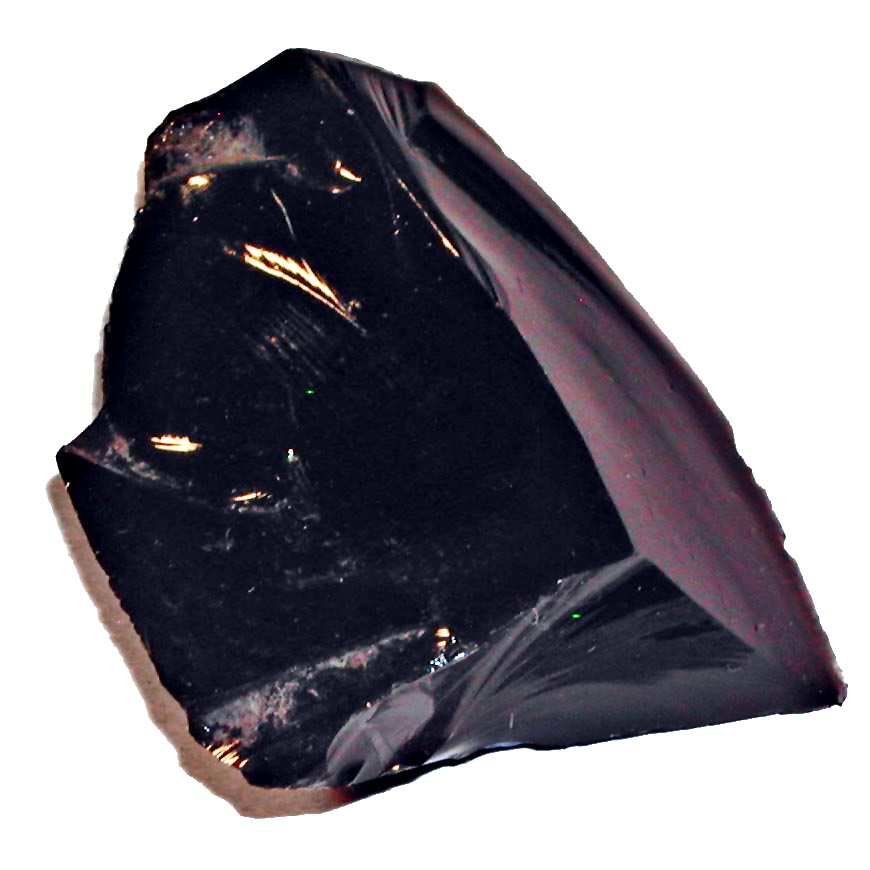
Đá vỏ chai

Vết vỡ vỏ sò là vết vỡ trên mặt có những vòng đồng tâm như vỏ sò. Nó thường xảy ra với khoáng vật không kết tin hoặc mịn như đá lửa, opan hoặc đá vỏ chai, nhưng cũng xảy ra với các khoáng vật kết tinh ví dụ như thạch anh. (lưu ý rằng đá vỏ chai là một loại đá macma, không phải khoáng vật, nhưng cũng cho thấy vết vỡ vỏ sò)

### Vết vỡ dạng đất

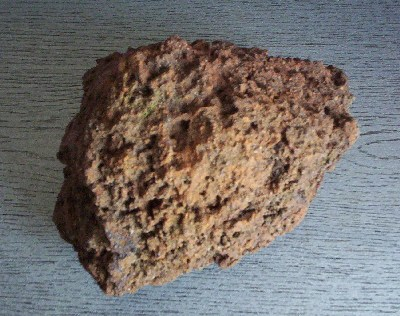
Limonit

Vết vỡ dạng đất có nguồn gốc từ đất vỡ. Nó được thấy ở các khoáng vật tương đối mềm, lỏng ví dụ như limonit, kaolinit và aluminit.

### Vết vỡ răng cưa

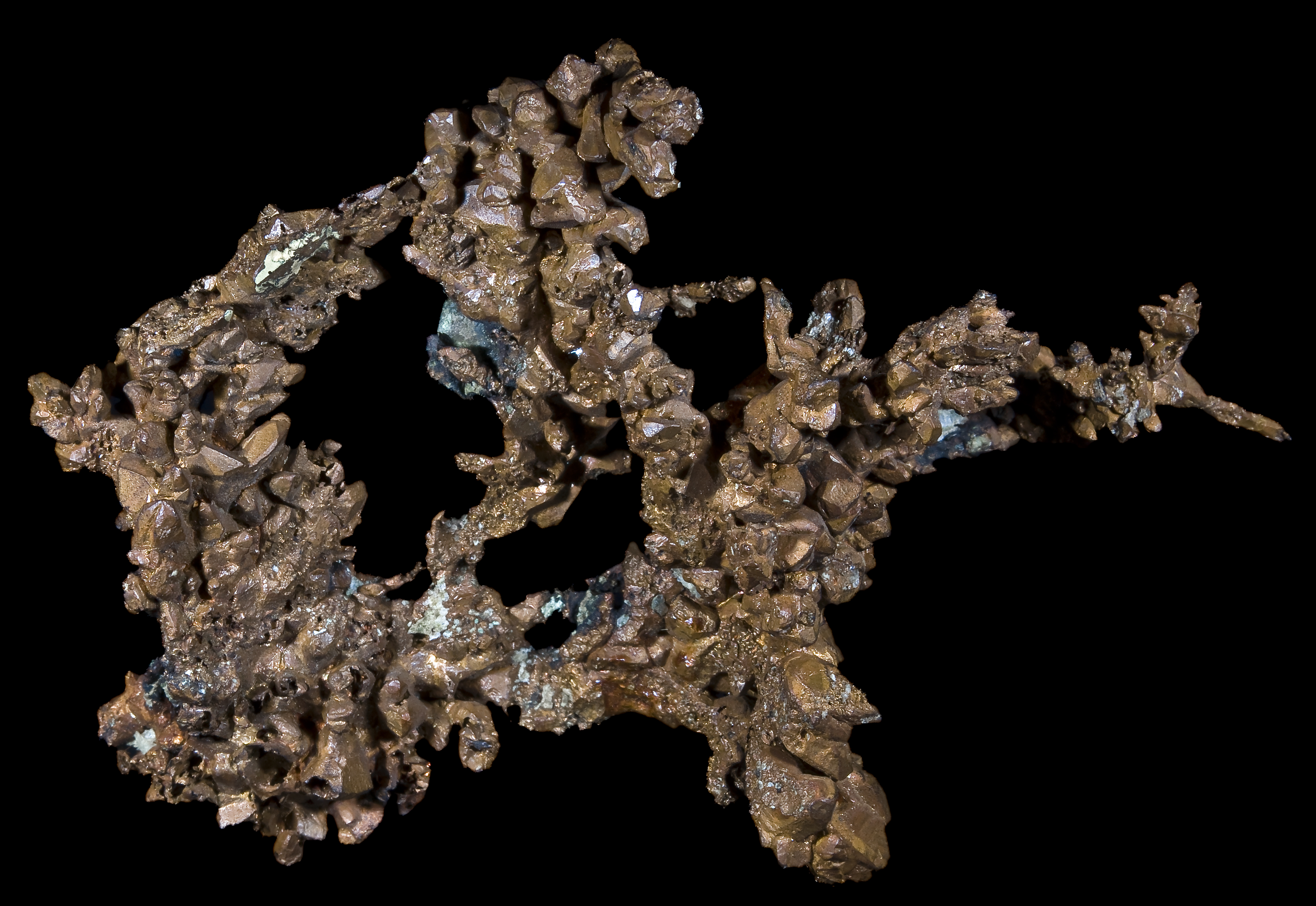
Đồng tự sinh

Vết vỡ răng cưa có dạng sắc nhọn, lởm chởm. Nó thường xảy ra khi kim loại bị xé ra, thường thấy ở các kim loại tự nhiên ví dụ như đồng và bạc.

### Vết vỡ dạng sợi

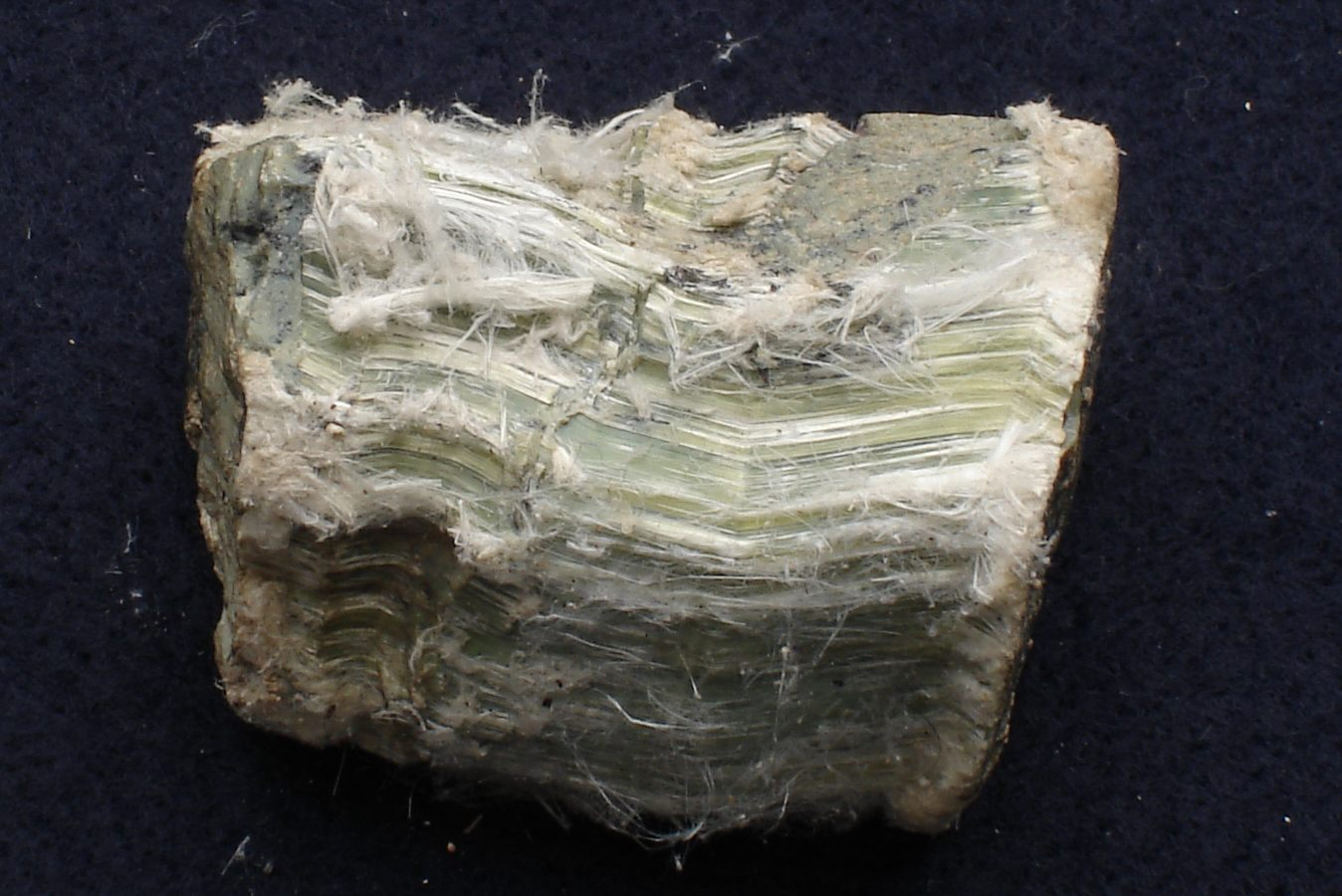
Amiăng trắng

Vết vỡ dạng sợi bao gồm các mảnh nhỏ sắc dài. Nó cụ thể được nhìn thấy ở các khoáng vật dạng sợi ví dụ như amiăng trắng, nhưng cũng xảy ra cả với khoáng vật không phải dạng sợi ví dụ như kyanit.

### Vết vỡ xớ

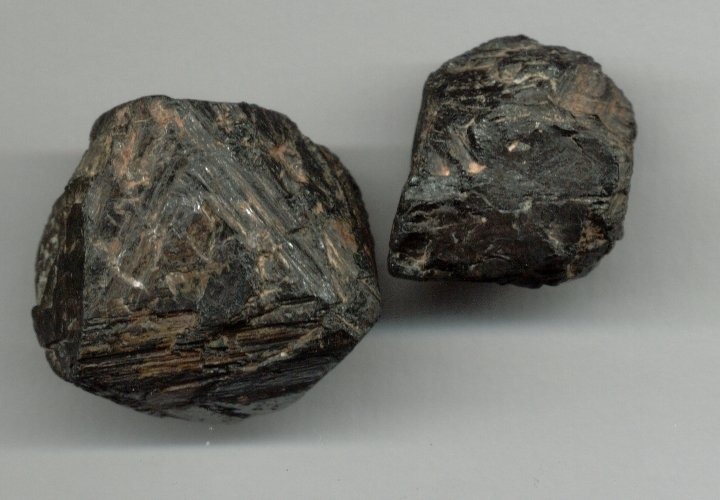
Magnetit

Vết vỡ xớ có bề mặt không bằng phẳng và ngẫu nhiên. Nó xảy ra với nhiều khoáng vật ví dụ như arsenopyrit, pyrit và magnetit.